# Panic sur Florida Beach
Pour plus de détails, voir Fiche technique et Distribution.
Panic sur Florida Beach ou Matinée au Québec (Matinee) est un film américain réalisé par Joe Dante et sorti en 1993. Le film raconte la présentation d'un film d'horreur de série B dans une ville de Floride en pleine panique à la suite de l'annonce la crise des missiles de Cuba en 1962.
Le film ne rencontre pas de succès commercial à sa sortie.

## Synopsis
En octobre 1962, le jeune Gene Loomis vit avec sa mère Anne et son petit frère Dennis dans une base militaire de Key West en Floride. Le père de Gene de Dennis est à bord d'un sous-marin de l'US Navy, en mission au large de Cuba. Alors que Gene regarde ses programmes préférés à la télévision, un bulletin d'informations vient les interrompre. Le Président John Fitzgerald Kennedy prononce un discours confirmant la présence de missiles russes à Cuba. C’est la panique générale à Key West, car Cuba n'est pas si loin. À l’école, Gene doit faire des exercices simulant une attaque soviétique. Les familles se ruent dans les supermarchés pour s’approvisionner avant de se cacher dans leurs abris antiatomiques. Alors que tous les Américains tombent dans la paranoïa, Gene ne pense qu'à une chose : Mant!, le tout nouveau film d'horreur du producteur Lawrence Woolsey. Ce film raconte l'histoire d'un fabricant de chaussures transformé en fourmi. Lawrence Woolsey a prévu de se rendre à Key West pour y présenter son film en avant-première. Quand il découvre l'état de nervosité de la ville à cause de la crise, il pense que c'est le meilleur environnement pour dévoiler son œuvre. Il débarque accompagné de sa petite-amie actrice, Ruth Corday, et des deux acteurs Herb Denning (un ancien voyou reconverti) et Bob (victime de la liste noire de Hollywood). Certains habitants ne sont cependant pas contents de leur arrivée et de la projection du film.

## Fiche technique
Sauf indication contraire, les informations mentionnées dans cette section peuvent être confirmées par la base de données cinématographiques IMDb,  présente dans la section « Liens externes ».
- Titre français : Panic sur Florida Beach
- Titre québécois : Matinée
- Titre original : Matinee
- Réalisation : Joe Dante
- Scénario : Charles S. Haas (en), d'après une histoire de Jericho Stone et Charles S. Haas
- Musique : Jerry Goldsmith
- Photographie : John Hora (en)
- Montage : Marshall Harvey
- Production : Michael Finnell et Pat Kehoe
- Sociétés de production : Falcon Productions, Renfield Productions et Universal Pictures
- Distribution : CTV International (France), Universal Pictures (États-Unis)
- Pays de production :  États-Unis
- Budget : 13 millions de dollars[2]
- Format : Couleurs - 1,85:1 - Dolby
- Genre : comédie
- Durée : 99 minutes
- Dates de sortie : 
  - États-Unis : 29 janvier 1993
  - France : 28 juillet 1993

## Distribution
- John Goodman (VF : Sady Rebbot) : Lawrence Woolsey
- Cathy Moriarty (VF : Béatrice Delfe) : Ruth Corday / Carole
- Simon Fenton (VF : Cédric Dumond) : Gene Loomis
- Omri Katz (VF : Alexandre Gillet) : Stan
- Lisa Jakub (VF : Alexandra Garijo) : Sandra
- Kellie Martin : Sherry
- Jesse Lee Soffer : Dennis Loomis
- Lucinda Jenney : Anne Loomis
- James Villemaire : Harvey Starkweather
- Robert Picardo (VF : Patrick Poivey) : Howard, le directeur du théâtre
- Jesse White (VF : André Valmy) : M. Spector
- Kevin McCarthy : Général Ankrum
- Robert O. Cornthwaite : Dr Flankon
- William Schallert : Dr Grabow
- Dick Miller (VF : Patrick Messe) : Herb Denning
- John Sayles : Bob
- David Clennon : Jack
- Naomi Watts (VF : Chiara Mastroianni) : la starlette faisant des achats
- Luke Halpin : un homme dans la foule

## Production

### Genèse et développement
Le réalisateur Joe Dante collabore à nouveau avec Charles S. Haas (en), scénariste de son précédent film, Gremlins 2 : La Nouvelle Génération. Charles S. Haas avait commencé à écrire le script en 1990, avant Gremlins 2. À l'origine, l'intrigue est imaginée par Jerico Stone. Il s'agit au départ d'une intrigue parlant d'un film de vampires et évoquant la fermeture d'un petit cinéma de quartier et davantage teintée de fantastique. Charlie Haas décide ensuite de situer l'intrigue en 1962, en plein crise des missiles de Cuba, et introduit un personnage de production inspiré de William Castle. Le projet est présenté par Joe Dante et Charles S. Haas à Warner Bros., qui refuse après l'échec de Gremlins 2 : La Nouvelle Génération. Joe Dante et Charles S. Haas se lancent alors dans un autre projet, Termite Terrace, basé sur les mémoires de Chuck Jones. Mais le projet capote. Joe Dante va finalement parvenir à développer son projet initial, avec le soutien d'Universal Pictures, et de la société européenne Falcon Film.
Seulement crédité au générique comme coauteur de l'histoire, Jerico Stone tentera une procédure contre la Writers Guild of America, sans succès.

### Attribution des rôles
Pour les faux films anciens, Joe Dante fait appel à des acteurs de films d'horreurs des années 1950 comme Kevin McCarthy, Robert O. Cornthwaite ou encore William Schallert.
Joe Dante retrouve ici à nouveau ses acteurs fétiches Dick Miller et Robert Picardo.
Il s'agit du dernier film de Jesse White, avant son décès en 1997.

### Tournage
Le tournage a lieu en Floride (Key West, Cocoa et aux Universal Studios Florida), ainsi qu'en extérieurs à Oxnard (Californie) pour des scènes de rues.

### Musique
La musique est composée par Jerry Goldsmith, collaborateur fréquent de Joe Dante. Le film emprunte par ailleurs des compositions d'anciens films réarrangées par Dick Jacobs (en) : le thème principal de Le Fils de Dracula (1943) composé par Hans J. Salter, Visitors tiré de Le Météore de la nuit (1953), le thème de Tarantula ! (1955), Winged Death tiré de La chose surgit des ténèbres (1957), deux compositions tirées de Les Survivants de l'infini (1955),  Monster Attack tiré de L'Étrange Créature du lac noir (1954), le thème principal de La Revanche de la créature (1955) ou encore Stalking the Creature de La créature est parmi nous (1956).

## Accueil
Le film reçoit des critiques globalement positives. Sur l'agrégateur américain Rotten Tomatoes, il récolte 94% d'opinions favorables pour 35 critiques et une note moyenne de 7,72⁄10.
Le film n'est pas un succès aux États-Unis où il ne récolte que 9 532 895 $ au box-office. Il n'attire que 47 264 spectateurs dans les salles françaises.

## Distinction
Lors du festival international du film fantastique de Bruxelles 1993, le film obtient le Corbeau d'argent.

## Clins d’œil
Comme souvent dans le cinéma de Joe Dante, le film est truffé de références au cinéma de série B, voire de série Z des années 1950-1960. Le film se veut plus particulièrement un hommage à William Castle, qui était surtout connu pour mettre au point des procédés dans les salles de cinéma afin de surprendre le public et assurer la publicité de ses inventions.
Dans le film fictif Mant!, Kevin McCarthy incarne le général Ankrum, en hommage à Morris Ankrum, un acteur de genre apparu dans de nombreuses séries B et films de science-fiction. Le personnage de M. Spector s'inspire quant à lui de Samuel Z. Arkoff, producteur de séries B. Le nom de sa société American International Pictures a par ailleurs inspiré la société de production fictive Woolsey International Pictures.
James Villemaire incarne un personnage dénommé Harvey Starkweather. Il s'agit d'un clin d’œil à Charles Starkweather, un tueur en série ayant sévi à la fin des années 1950. Le nom de Herb Denning (incarné par Dick Miller) rappelle le nom de Richard Denning, acteur notamment apparu dans L'Étrange Créature du lac noir (1954) et Day the World Ended (1955).
Le cri Wilhelm peut être entendu à de nombreuses reprises dans les films fictifs.